# General Problem Solver
General Problem Solver (o G.P.S.) era un programma per computer creato nel 1957 da H. A. Simon, J. C. Shaw e Allen Newell, al fine di risolvere problemi generali (formalizzati). Venne creato principalmente per risolvere problemi teorici, geometrici e anche per giocare a scacchi. Venne implementato con il linguaggio IPL.
Esso rappresenta uno dei primi programmi di Intelligenza Artificiale, utilizzando due generali sistemi euristici: Analisi Mezzi-Fini e
Pianifica.

## Caratteristiche
Le caratteristiche principali del programma sono:
- La natura ricorsiva delle attività di risoluzione dei suoi problemi;
- La separazione dei contenuti dei problemi dalle tecniche di risoluzione, per incrementare la generalizzazione dell'algoritmo;
- I due algoritmi generali di risoluzione utilizzati sono: l'analisi mezzi-fini e pianificazione;
- Il linguaggio utilizzato per codificare l'algoritmo è l'IPL.